# Генріх фон Віттек
Генріх фон Віттек (нім. Heinrich Ritter von Wittek; *29 січня 1844, Відень, Австрійська імперія — †9 квітня 1930, Відень, Австрія) — австро-угорський державний діяч, виконувач обов'язків міністр-президента Цислейтанії в 1899-1900.

## Життя і кар'єра
Старший син Йоганна Марцелліна фон Віттека (1801-1876), вихователя майбутнього імператора Франца Йосипа і його братів. У дитинстві Генріх був другом ерцгерцога Людвіга Віктора. У сім'ї було ще троє дітей, дівчатка: Софія, Йоганна (в майбутньому — художниця і дружина міністра торгівлі Цислейтанії Рудольфа Шустера фон Боннота) і Марія Аннунціата (майбутня письменниця Ірма Віттек). Генріх Віттек навчався в Шотландській гімназії, потім на юридичному факультеті Віденського університету. Згодом вступив на державну службу, працював експертом-юристом на залізниці; з 1886 — керівник секції в Міністерстві торгівлі. У 1895 короткий час займав пост міністра торгівлі. З 20 листопада 1897 по 1 травня 1905 займав в декількох урядах пост міністра залізниць. Мав успіх в розширенні залізничної мережі, активно відстоював соціальні інтереси працівників залізничного транспорту.
З 21 грудня 1899 по 18 січня 1900 займав пост виконуючого обов'язки глави уряду Цислейтанії. Перебуваючи на посаді затвердив ліберальний закон про вибори в віденській громаді. У 1905 став почесним громадянином міста Відня.
У 1907-1911 Віттек був депутатом Рейхсрата (член фракції Християнської соціалістичної партії), в 1905–1918 — членом Палати панів (Heerenhaus).